# Pseudotapesia
Pseudotapesia is een monotypisch geslacht van schimmels uit de orde Helotiales. Het bevat alleen Pseudotapesia pilatii. De familie is nog niet eenduidig bepaald (incertae sedis).